# Плавання на Чемпіонаті світу з водних видів спорту 2022 — естафета 4x100 метрів комплексом (чоловіки)
Змагання з плавання в естафеті 4x100 метрів комплексом серед чоловіків на Чемпіонаті світу з водних видів спорту 2022 відбулися 25 червня 2022 року.

## Рекорди
Перед початком змагань світовий рекорд і рекорд чемпіонатів світу були такими:
| Світовий рекорд          | США | 3:26.78 | Токіо (Японія) | 1 серпня 2021 |
| Рекорд чемпіонатів світу | США | 3:27.28 | Рим (Італія)   | 2 серпня 2009 |

## Результати

### Попередні запливи
Попередні запливи розпочалися о 09:21 за місцевим часом.
| Місце | Заплив | Доріжка | Країна            | Плавці | Час           | Примітки      |
| ----- | ------ | ------- | ----------------- | --- | ------------- | ------------- |
| 1     | 3      | 4       | США               | Гантер Армстронґ (53.70) Нік Фінк (59.57) Трентон Джуліан (51.35) Брукс Керрі (48.29)                                 | 3:32.91       | Q             |
| 2     | 2      | 6       | Франція           | Йоанн Ндує Бруар (53.12) Антуан Вікера (1:00.42) Леон Маршан (52.09) Максім Груссе (47.35)                            | 3:32.98       | Q             |
| 3     | 3      | 5       | Італія            | Томас Чеккон (53.87) Ніколо Мартіненьї (59.50) П'єро Кодіа (51.71) Лоренцо Дзадзері (47.94)                           | 3:33.02       | Q             |
| 4     | 2      | 5       | Австралія         | Мітч Ларкін (53.02) Зак Стабблеті-Кук (1:00.18) Метью Темпл (51.20) Джек Картрайт (47.80)                             | 3:33.20       | Q             |
| 5     | 2      | 4       | Велика Британія   | Люк Грінбенк (53.28) Джеймс Вілбі (59.47) Джейкоб Пітерс (51.91) Льюїс Баррас (47.90)                                 | 3:33.56       | Q             |
| 6     | 2      | 3       | Китай             | Сюй Цзяюй (53.72) Цінь Хайян (59.37) Ван Чанхао (51.94) Пань Чжаньле (48.58)                                          | 3:33.61       | Q             |
| 7     | 3      | 2       | Німеччина         | Оле Брауншвайґ (53.95) Лукас Мацерат (1:00.00) Ян Ерік Фрізе (51.73) Рафаель Мірослав (48.30)                         | 3:33.98       | Q             |
| 8     | 2      | 7       | Австрія           | Бернгард Райтсгаммер (53.99) Валентін Баєр (59.79) Зімон Бухер (51.36) Гайко Ґіґлер (47.92)                           | 3:34.06       | Q             |
| 9     | 3      | 3       | Японія            | Іріє Рьосуке (53.31) Рюя Мура (1:00.08) Мідзунума Наокі (52.66) Мацумото Кацухіро (48.12)                             | 3:34.17       |               |
| 10    | 2      | 8       | Бразилія          | Гільєрме Бассето (54.81) Жоан Гомес Жуніор (59.50) Матеус Гонше (52.18) Луїс Густаво Боржес (48.17)                   | 3:34.66       |               |
| 11    | 3      | 6       | Канада            | Хав'єр Асеведо (53.52) Джеймс Дерґусофф (1:01.06) Джошуа Льєндо (51.26) Руслан Ґазієв (48.78)                         | 3:35.62       |               |
| 12    | 1      | 4       | Іспанія           | Уго Гонсалес (53.67) Карлес Коль (1:01.10) Альберто Лосано (52.44) Серхіо де Селіс (48.89)                            | 3:36.10       |               |
| 13    | 1      | 3       | Південна Корея    | Lee Ju-ho (53.04) Moon Seung-woo (1:00.33) Cho Sung-jae (52.72) Хван Сун Ву (49.19)                                   | 3:36.28       |               |
| 14    | 2      | 2       | Греція            | Евангелос Макригіанніс (53.43) Константінос Мерецоліас (1:00.17) Константінос Стаму (52.48) Дімітріос Маркос (49.28)  | 3:36.36       |               |
| 15    | 2      | 9       | Китайський Тайбей | Chuang Mu-lun (55.65) Cai Bing-rong (1:03.17) Wang Kuan-hung (53.39) Wang Hsing-hao (50.00)                           | 3:42.21       |               |
| 16    | 2      | 1       | В'єтнам           | Trần Hưng Nguyên (58.53) Phạm Thanh Bảo (1:03.66) Hồ Nguyễn Duy Khoa (55.37) Хоанг Куї Фиок (50.13)                   | 3:47.69       |               |
| 17    | 3      | 9       | Парагвай          | Чарлз Хоккін (56.68) Ренато Проно (1:04.35) Бен Хокін (54.75) Матео Матеос (52.54)                                    | 3:48.32       |               |
| 18    | 3      | 0       | Таїланд           | Тоннам Кантеемоол (53.41) Дуляват Каевсрійонг (1:05.15) Навафат Вонгчароен (53.80) Раттахавіт Тхамманатхачоте (53.69) | 3:50.05       |               |
| 19    | 1      | 5       | Гонконг           | Lau Shiu Yue (56.88) Адам Чіллінґворт Ніколас Лім Іан Хо                                                              | Disqualified  | Disqualified  |
| 19    | 3      | 7       | Литва             | Ерікас Ґрігайтіс (55.61) Андрюс Шідлаускас Дейвідас Маргевічюс Данас Рапшис                                           | Disqualified  | Disqualified  |
| 19    | 2      | 0       | Ізраїль           | | Не стартували | Не стартували |
| 19    | 3      | 1       | Сінгапур          | | Не стартували | Не стартували |
| 19    | 3      | 8       | Єгипет            | | Не стартували | Не стартували |

### Фінал
Фінал відбувся о 19:20 за місцевим часом.
| Місце | Доріжка | Країна          | Плавці                                                                                              | Час     | Примітки |
| ----- | ------- | --------------- | --------------------------------------------------------------------------------------------------- | ------- | -------- |
| 1     | 3       | Італія          | Томас Чеккон (51.93) Ніколо Мартіненьї (57.47) Федеріко Бурдіссо (50.63) Алессандро Мірессі (47.48) | 3:27.51 |          |
| 2     | 4       | США             | Раян Мерфі (52.51) Нік Фінк (57.86) Майкл Ендрю (50.06) Раян Гелд (47.36)                           | 3:27.79 |          |
| 3     | 2       | Велика Британія | Люк Грінбенк (53.81) Джеймс Вілбі (58.82) Джеймс Ґай (51.23) Том Дін (47.45)                        | 3:31.31 |          |
| 4     | 6       | Австралія       | Айзек Купер (54.29) Зак Стабблеті-Кук (59.88) Метью Темпл (50.75) Кайл Чалмерс (46.89)              | 3:31.81 |          |
| 5     | 5       | Франція         | Йоанн Ндує Бруар (53.08) Антуан Вікера (1:00.34) Леон Маршан (51.50) Максім Груссе (47.45)          | 3:32.37 |          |
| 6     | 1       | Німеччина       | Оле Брауншвайґ (53.94) Лукас Мацерат (59.32) Ян Ерік Фрізе (51.03) Рафаель Мірослав (48.34)         | 3:32.63 |          |
| 7     | 8       | Австрія         | Бернгард Райтсгаммер (54.38) Валентін Баєр (59.73) Зімон Бухер (51.04) Гайко Ґіґлер (47.65)         | 3:32.80 |          |
| 8     | 7       | Китай           | Ван Шунь (55.19) Цінь Хайян (59.44) Ван Чанхао (51.38) Пань Чжаньле (48.61)                         | 3:34.62 |          |